# لیم جونگ-هی
لیم جونگ-هی (به انگلیسی: Lim Jeong-hee) (زاده ۱۷ مهٔ ۱۹۸۱) خواننده اهل کره جنوبی است.